# Florida de Liébana (kommunhuvudort)
Florida de Liébana är en kommunhuvudort i Spanien. Den ligger i provinsen Provincia de Salamanca och regionen Kastilien och Leon, i den centrala delen av landet, 190 km väster om huvudstaden Madrid. Florida de Liébana ligger 781 meter över havet och antalet invånare är 289.
Terrängen runt Florida de Liébana är huvudsakligen platt. Florida de Liébana ligger nere i en dal. Runt Florida de Liébana är det mycket tätbefolkat, med 1 095 invånare per kvadratkilometer. Närmaste större samhälle är Salamanca, 10,3 km sydost om Florida de Liébana. Trakten runt Florida de Liébana består till största delen av jordbruksmark.